# Ileana Márquez
Ileana Márquez Pedroza (Valencia, Estado Carabobo, 19 de marzo de 1996) es una modelo, educadora, presentadora y reina de belleza venezolana, ganadora del título de Miss Venezuela 2023.
Márquez hizo historia al convertirse en la primera madre en alcanzar el título de Miss Venezuela en más de 70 años del certamen, y la de mayor edad cumplidos al ser coronada. Por tal motivo, representó a su país en Miss Universo 2024.

## Biografía y trayectoria
Ileana Márquez nació y creció en Valencia, estado central de Carabobo. Es hija de Rafael Márquez e Ylene Pedroza. El 16 de marzo de 2012, se convirtió en madre con apenas 16 años. Desde temprana edad destacó en deportes como voleibol, kikimbol y fútbol. Así mismo, fungió como bailarina en distintas academias y estudió teoría, solfeo, flauta dulce, marimba y cuatro en la Escuela de Música Sebastián Echeverría Lozano.
Atraída por la pedagogía infantil, decidió cursar estudios profesionales en el Instituto Universitario de Tecnología “Juan Pablo Pérez Alfonzo”, donde obtuvo el título de Técnico Superior Universitario en Educación Inicial. Su incursión en la moda incluyó ser imagen de reconocidas marcas a nivel nacional como Coca Cola, Open English, Mundo Total, Anakena, Exótiky LH Boutique; también, como modelo de pasarela, para destacados diseñadores como Daniel Fábregas y Giovanni Scutaro. Entre el 2020 y 2021 decidió trabajar en la televisión, como presentadora de programas de Canal I.

## Concursos de belleza

### Miss Venezuela 2023
A partir del año 2023 la organización Miss Venezuela modificó su reglamento para las aspirantes al título, permitiendo así, la participación de mujeres casadas y con hijos, además de mujeres transgénero. El 7 de diciembre de 2023, Ileana participó en la 71.ª edición del certamen Miss Venezuela representando al estado Amazonas. Márquez compitió con otras 24 candidatas provenientes de otras regiones del país. Al final del evento fue coronada por su antecesora, Diana Silva, como la nueva Miss Venezuela.
Ileana es la primera madre en ser coronada como Miss Venezuela, en 71 años de historia del certamen y la tercera ganadora del estado Amazonas, tras Carolina Izsak (1991) y Dayana Mendoza (2007). Además, es la primera madre en representar a Venezuela en Miss Universo. Su coronación, generó opiniones divididas en el país suramericano, por considerar su triunfo como «inapropiado».
Como Miss Venezuela 2023, aspira trabajar en la prevención del embarazo a temprana edad, educación sexual integral y en la lucha contra la explotación sexual infantil y adolescente.

### Miss Universo 2024
Ileana participó en la 73.ª edición del Miss Universo, que se celebró en México; el 16 de noviembre de 2024, donde se posicionó como cuarta finalista; compitiendo con candidatas provenientes de diversos países y territorios autónomos por el título que ostentaba la nicaragüense Sheynnis Palacios.

## Cronología
| Predecesora: Diana Silva     | Miss Venezuela 2023 | Sucesor: |
| Predecesora: Katheryne Bello | Miss Amazonas 2023  | Sucesor: |